# Ufficio federale di meteorologia e climatologia MeteoSvizzera
L'Ufficio federale di meteorologia e climatologia, meglio conosciuto come MeteoSvizzera, è il servizio meteorologico nazionale della Confederazione Svizzera. L'Istituto mette a disposizione della popolazione i dati e previsioni meteorologiche generali e avverte le autorità cantonali d'intervento all'approccio di intemperie, di forti precipitazioni o di tempeste.

## Struttura
- La base di tutte le attività è una rete di rilevazione che copre tutto il territorio:
  - rete di radar meteorologici
  - rete di radiosondaggi
  - ricezione dei satelliti meteorologici europei
  - rete di stazioni meteorologiche su terraferma.
- MeteoSvizzera conta più di 270 collaboratori sui siti di Zurigo, Zurigo-Kloten (aeroporto), Ginevra, Ginevra-Cointrin (aeroporto), Payerne e Locarno-Monti:
  - Come osservatori
  - Come meteorologi che calcolano le previsioni
  - Come ricercatori nel quadro di progetti di ricerca e di sviluppo per una migliore comprensione dei fenomeni climatici tra cui soprattutto la climatologia alpina.
- MeteoSvizzera collabora con partner con partner come alte scuole ed istituti di ricerca, come pure con esperti derivati dal settore privato.
- MeteoSvizzera opera in seno alle commissioni internazionali di meteorologia e di climatologia, oltre che in qualità di rappresentante della Svizzera nell'OMM (Organizzazione meteorologica mondiale a Ginevra.
- Dal 2001, i calcoli per la previsione numerica del sondaggio meteorologico svizzero della MeteoSvizzera si svolgono presso il Centro svizzero di calcolo scientifico.

## Campi d'intervento
Previsioni generali:
- previsioni meteorologiche a 5 giorni per regione
- previsioni della neve
- bollettino meteorologico delle Alpi
- bollettino meteorologico speciale
- previsioni per i Grigioni
- previsioni stradali
- modelli di previsione digitale del tempo fra cui il modello a scala fine aLMo (Modello Alpino) prodotto dal COSMO (COnsortium for Small Scale MOdeling) di cui MeteoSvizzera fa parte.

Previsioni specializzate per:
- meteorologia agricola
- meteorologia alpina
- le imprese edili
- meteorologia marittima per gli sport nautici
- meteorologia aeronautica

Osservazioni:
- immagini dai radar meteorologici
- riassunto meteorologico quotidiano
- bollettini mensili e annuali
- valori meteorologici misurati dont il vento